# Madre (film 2019)
Madre è un film del 2019 diretto da Rodrigo Sorogoyen.
È la continuazione del cortometraggio Madre (2017), che ha ricevuto una nomination agli Oscar del 2019. Il film è stato candidato ai Premi Goya del 2020 nelle categorie Migliore attrice protagonista, miglior montaggio e migliore sceneggiatura non originale.

## Trama
Dieci anni dopo la scomparsa del figlio Iván su una spiaggia nella costa del sud-ovest della Francia, Elena vive e lavora ancora lì vicino, a Vieux-Boucau-les-Bains. Un giorno la donna vede in spiaggia un ragazzo che le ricorda fortemente il figlio scomparso e che ha l'età che Iván avrebbe oggi.
Elena segue il ragazzo e scopre che si chiama Jean e che è un sedicenne parigino in vacanza con la sua famiglia nella località del villaggio costiero. Lo segue a casa e lo guarda mangiare con i suoi genitori e due fratelli. Tra i due nascerà un'amicizia molto speciale, che è vista in modo critico non solo dai genitori di Jean, ma anche dagli abitanti del villaggio.

## Produzione

### Staff cinematografico e cortometraggio precedente
Diretto da Rodrigo Sorogoyen, il film è un adattamento cinematografico e la continuazione del suo cortometraggio omonimo del 2017, che è stato candidato come miglior cortometraggio agli Oscar del 2019. Mentre nel cortometraggio veniva raccontata la scomparsa di Iván, nel suo lungometraggio il regista mostra come si è sviluppata la vita della madre dieci anni dopo questa tragedia e come lei, ora chiamata Elena, ha fatto la conoscenza del giovane Jean, che era come quel vecchio è come sarebbe suo figlio oggi. Sorogoyen ha scritto la sceneggiatura insieme a Isabel Peña.

### Cast e riprese
L'attrice spagnola Marta Nieto, che ha recitato nel ruolo di Marta nel cortometraggio di Sorogoyen, ha interpretato il ruolo di Elena nel lungometraggio. Jules Porier interpreta Jean. È il secondo ruolo da protagonista per il giovane attore francese dopo il film drammatico Marvin di Anne Fontaine, in cui è stato visto nel ruolo del protagonista. Frédéric Pierrot e Anne Consigny interpretano i suoi genitori Grégory e Léa. Blanca Apilánez interpreta la madre di Elena.
Le riprese si sono svolte per quattro settimane da ottobre 2018 sulla spiaggia di Vieux-Boucau-les-Bains, in Rue des Pibaleurs, dove si trova l'appartamento di Elena, e in Rue des Ramiers, dove Jean e la sua famiglia vivono in un resort.

### Distribuzione
Il 30 agosto 2019, Madre è stato proiettato alla Mostra internazionale d'arte cinematografica di Venezia, dove il film ha celebrato la sua prima mondiale. È uscito nei cinema spagnoli il 15 novembre 2019. Dal 12 luglio 2020, il film è stato proiettato in vari cinema all'aperto e in spettacoli all'aperto in Francia.

## Accoglienza

### Critica
Il film ha ricevuto finora per lo più buone recensioni e su Rotten Tomatoes ha un punteggio del 92%.
Kevin Crust del Los Angeles Times ha scritto nella sua recensione che "Marta Nieto è così affascinante nel ruolo di Elena che puoi sentire tutto ciò che sente, anche se è articolato da uno sguardo, un sopracciglio alzato, un gesto o il suo linguaggio del corpo. senza mai sapere cosa sta veramente pensando. Il film non ti porta nella mente di Elena, ma nella sua anima. Anche Jules Porier è eccellente nel suo ruolo di adolescente ingenuo e birichino che ricorda un giovane Leonardo DiCaprio o Timothée Chalamet".

### Botteghino
Il film ha incassato complessivamente 845.107 dollari.

## Riconoscimenti
- 2019 - Haifa International Film Festival
  - Nomination Miglior film internazionale a Rodrigo Sorogoyen
- 2019 - Montpellier Mediterranean Film Festival
  - Nomination Miglior film a Rodrigo Sorogoyen
- 2019 - Seville European Film Festival
  - Miglior attrice a Marta Nieto
  - Nomination Miglior film a Rodrigo Sorogoyen
- 2019 - Mostra internazionale d'arte cinematografica di Venezia
  - Premio Orizzonti per la miglior interpretazione femminile a Marta Nieto
- 2020 - ASECAN
  - Nomination Miglior film spagnolo
- 2020 - Cinema Writers Circle Awards
  - Miglior attrice a Marta Nieto
  - Nomination Migliore sceneggiatura adattata a Isabel Peña e Rodrigo Sorogoyen
- 2020 - Días de Cine Awards
  - Nomination Miglior attrice a Marta Nieto
  - Nomination Miglior film a Rodrigo Sorogoyen
- 2020 - European Film Awards
  - Nomination Attrice europea a Marta Nieto
- 2020 - Feroz Awards
  - Nomination Miglior attrice protagonista a Marta Nieto
- 2020 - Fotogrammi d'argento
  - Nomination Miglior attrice a Marta Nieto
- 2020 - Premio Gaudí
  - Nomination Miglior attore non protagonista ad Alex Brendemühl
- 2020 - Premio Goya
  - Nomination Migliore attrice protagonista a Marta Nieto
  - Nomination Migliore sceneggiatura non originale a Isabel Peña e Rodrigo Sorogoyen
  - Nomination Miglior montaggio ad Alberto del Campo
- 2020 - José María Forqué Awards
  - Miglior attrice a Marta Nieto
- 2020 - Sant Jordi Awards
  - Migliore attrice in un film spagnolo a Marta Nieto
- 2020 - Spanish Actors Union
  - Nomination Miglior attrice a Marta Nieto